# 阿公岩道

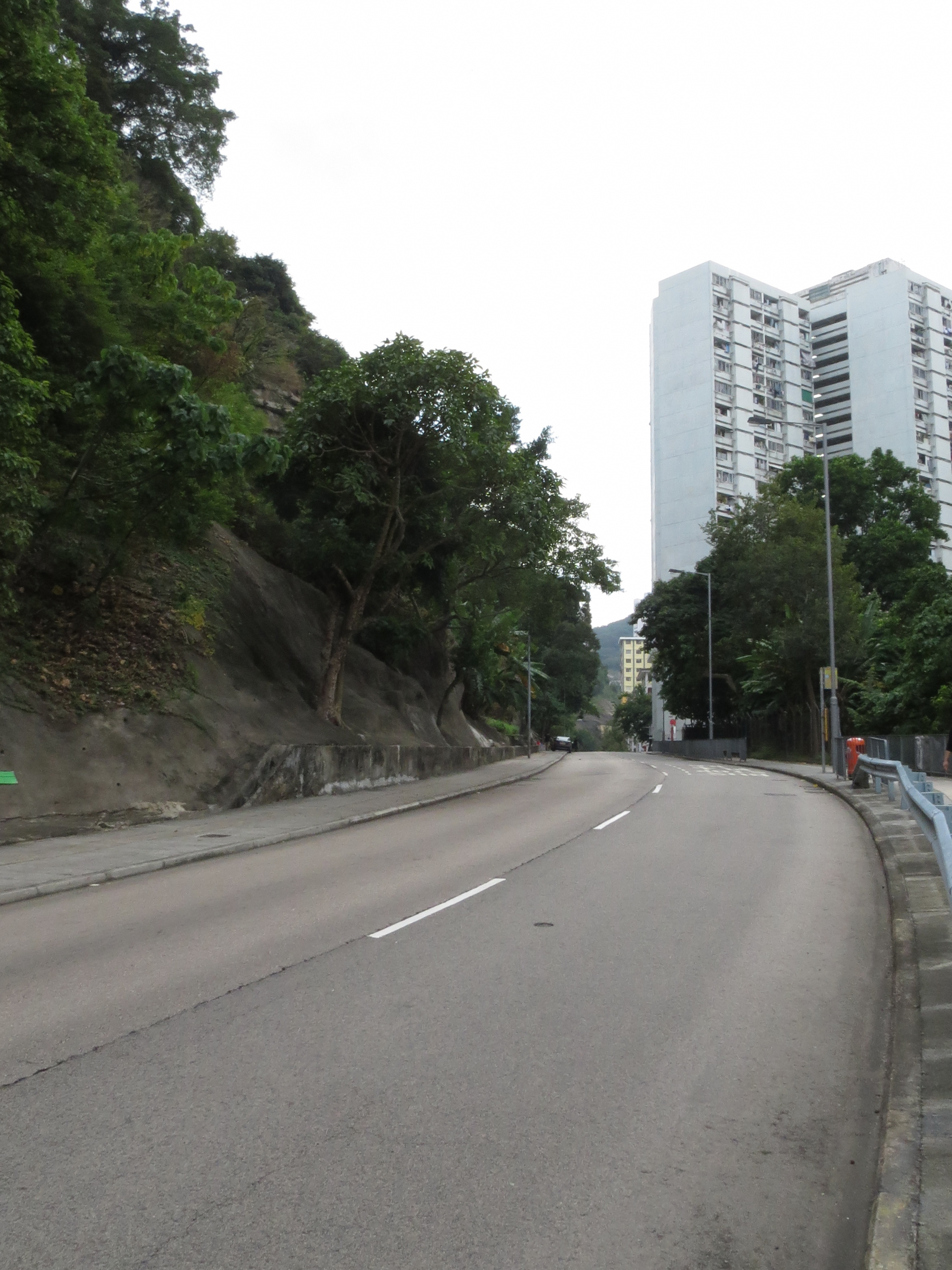
阿公岩道，右方建築物為明華大廈A座。

阿公岩道（英語：A Kung Ngam Road），是香港東區的一條道路，在香港島筲箕灣東面的阿公岩，以阿公岩命名。阿公岩道由筲箕灣以東海旁的阿公岩村道，往上連接山腰的柴灣道，為南北走向。道路以西主要是明華大廈；道路以東則主要是鯉魚門公園及渡假村。

## 事件
2012年11月19日，柴灣道近明華大廈外長命斜落山，巴士失控，撞至阿公岩道，的士司機乘客三人死，數車連環撞，50巴士乘客傷，1人重傷。 （页面存档备份，存于）